# Abu Gurab
Abu Gurab è il nome moderno di un importante sito archeologico in Egitto, posto a circa un chilometro a nord di Abusir.
Posto sulla riva occidentale del Nilo tra Giza e Saqqara conserva i resti di sei templi solari della V dinastia, citati da fonti scritte come i numerosi papiri ritrovati ad Abu Sir e più specificatamente i Papiri di Userkhau,  ma dei quali solo due ne sono stati individuati e riportati alla luce: quello di Userkaf e quello, più conosciuto, di Setibtawy più comunemente chiamato con il nome di Niuserra.
Il sito fu scoperto agli inizi del XIX secolo quando la comparsa di reperti riferiti all'Antico Regno, attirarono l'attenzione degli archeologi su Abu Gurab, dove già la spedizione napoleonica e Lepsius avevano segnalato la presenza di rovine.
Durante la V dinastia vi fu una notevole influenza della teologia eliopolitana che spinse i sovrani a costruire templi solari proclamandosi per la prima volta "Figli di Ra" e dichiarando la propria discendenza divina.

## Tempio solare di Niuserra

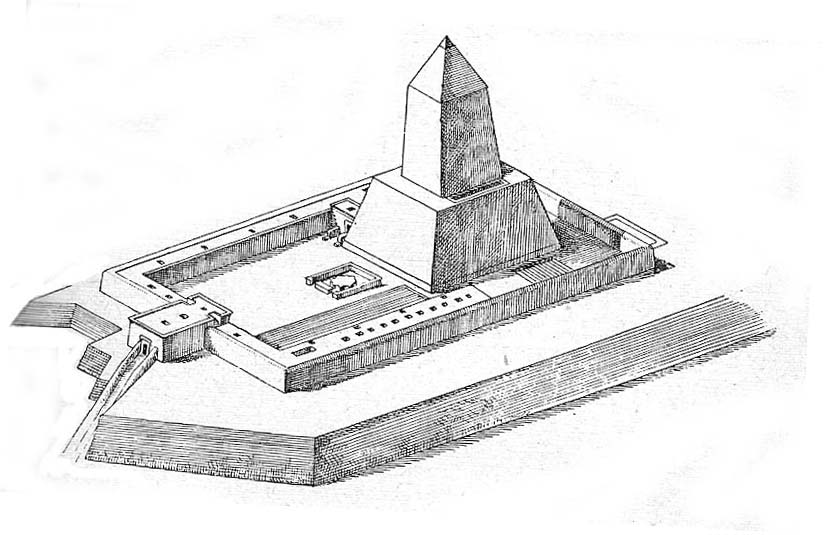
Ricostruzione del tempio solare di Niuserra

Il tempio solare di Niuserra fu scoperto dall'inglese Perring nel 1837 ma era già noto con il nome di "Piramide di Reegah".
Nel 1898, la missione tedesca di Friedrich von Bissing e Ludwig Borchardt iniziò gli scavi sistematici del sito, che si dimostrarono subito difficoltosi poiché si trattava di uno dei più suggestivi e inusuali complessi architettonici dell'antico Egitto che si suppone replica del tempio di Ra ad Eliopoli, oggi scomparso.
Venne costruito su commissione di Setibtawy (nome grecizzato Rathoris), sesto sovrano della V dinastia. La datazione esatta del suo regno è a noi ignota, ma è ipotizzato che sia salito al trono in un periodo tra il 2450 a.C. ed il 2430 a.C.
Questo sovrano è anche noto per aver edificato una piramide ed una camera di sepoltura nel complesso archeologico di Abu Sir, mentre il complesso di Abu Gurab, che aveva il nome di "Colui che allieta il cuore di Ra" venne probabilmente costruito in una fase più tarda del suo regno, forse intorno al 2420 a.C. in occasione della festa Heb-Sed.

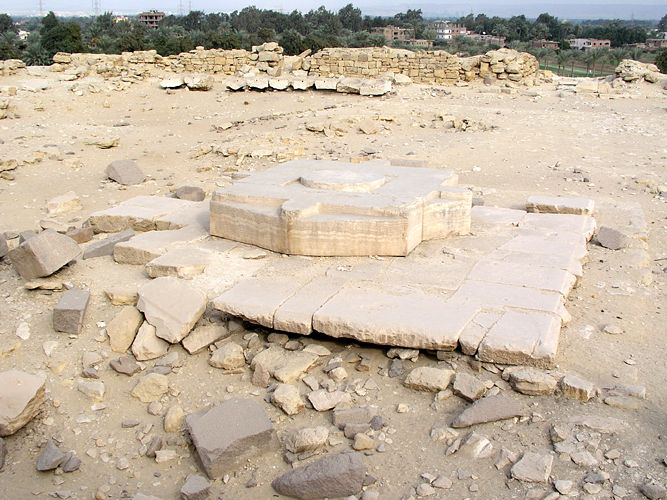
Altare in alabastro

Il tempio era costituito da numerose strutture ma il vero santuario del sole era il grande cortile delle dimensioni di 80 metri per 110 metri, posto nella parte superiore del tempio alla quale si accedeva attraverso una rampa coperta lunga 90 metri e con 16 metri di dislivello e dove l'astro veniva venerato all'aria aperta, verosimilmente al tramonto.
Il cortile era dominato da un tozzo obelisco fatto in mattoni chiamato Benben, visibile da tutta la valle e antenato di quelli monolitici del Nuovo Regno, alto circa 36 metri su una base di circa 20 metri, entrambi rivestiti di bianco calcare e con il pyramidion in granito coperto con lamine di rame dorato che riflettevano con bagliori accecanti i raggi del sole.
Al centro del cortile vi è, tutt'oggi, un notevole altare monumentale in alabastro dove si celebravano cerimonie di sacrificio e d'offerte a diretto contatto con il dio presente come luce solare.

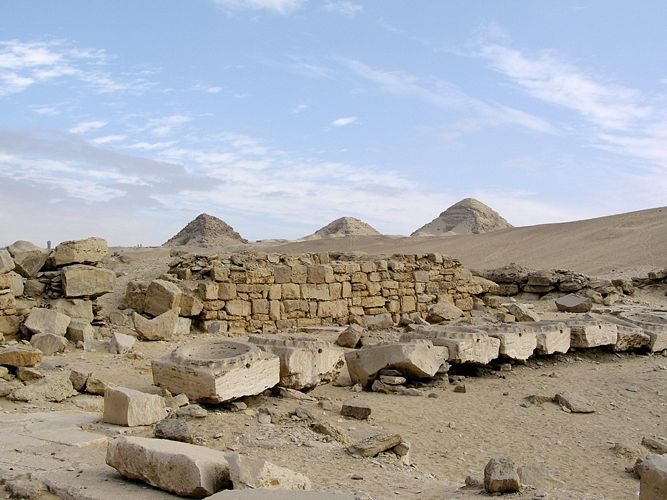
Recipienti in alabastro per la raccolta del sangue degli animali sacrificati

L'altare dei sacrifici è costituito da quattro blocchi di alabastro disposti intorno ad un elemento circolare di circa sei metri ed ha una forma inusuale.

Infatti i blocchi hanno la forma, come nella tavola delle offerte, del geroglifico hetep,  
| R4 |

Htp
 simbolo di offerta, e sono orientati verso i quattro punti cardinali.
Delle scanalature sul pavimento raccoglievano il sangue degli animali sacrificati in nove recipienti anch'essi d'alabastro.
Nel complesso, vi era anche un mattatoio ed una serie di magazzini. Il corridoio che circondava il cortile, terminava in una stanza chiamata "Camera delle stagioni" dove alcuni rilievi rappresentavano la flora e la fauna durante le tre stagioni con scene di lavoro nei campi. Vi erano anche splendidi rilievi su Hapy, sulle divinità dei nomoi e di questi ultimi la lista risulta essere la più antica ritrovata.
Sono di grande interesse anche le scene della festa Heb-Sed e della fondazione del tempio.

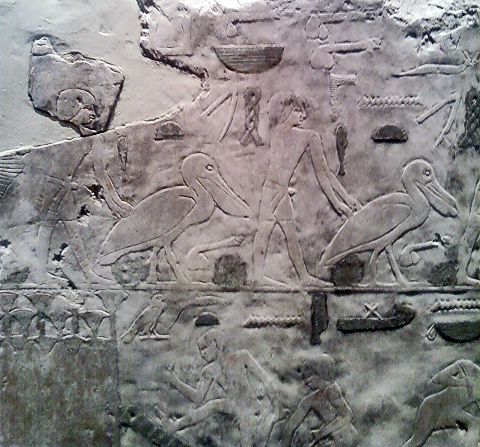
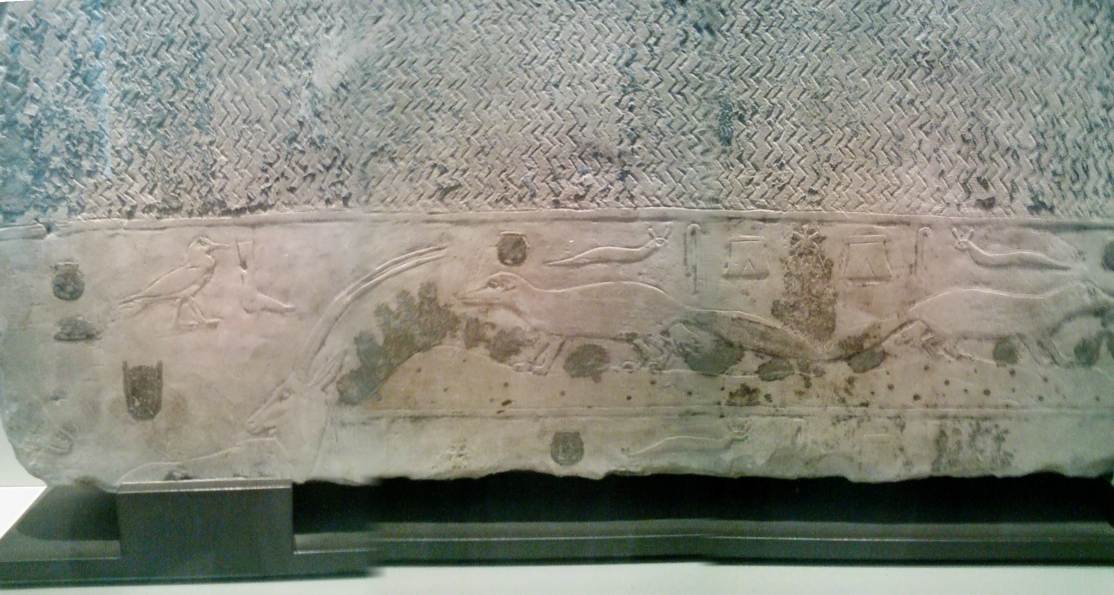
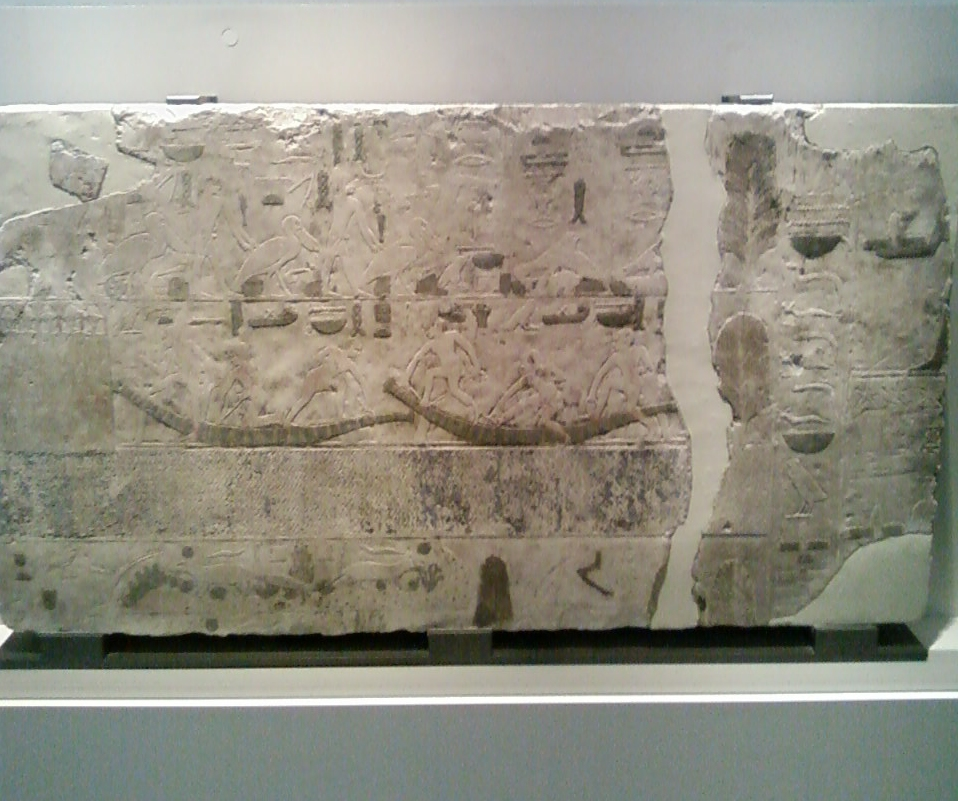

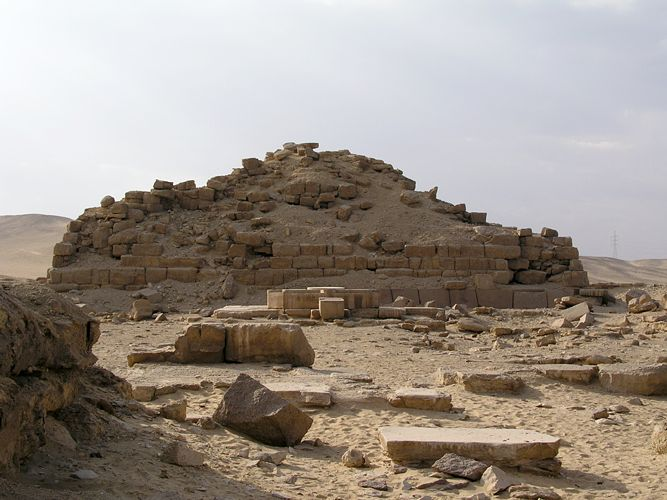
Tempio solare di Niuserra

Tutte queste rappresentazioni avevano in comune il sole con i suoi benefici poteri, erano illuminate dall'astro nascente e per salvarle dal degrado sono state trasferite al Museo egizio del Cairo e all'Ägyptisches Museum und Papyrussammlung di Berlino.
Al di fuori del tempio, oltre il muro di cinta vi è il simulacro della barca solare, lungo 30 metri, costruita in mattoni che hanno ancora tracce di intonaco dipinto e posta all'interno di una cavità scavata nella roccia.
Con la prora verso ovest, era una delle due barche, chiamate Maaty, di cui il dio Ra si serviva ed era forse quella notturna, detta Seketet, impiegata nel viaggio verso la rinascita.
Ma poteva essere anche quella diurna, detta Mandjet con la quale Ra nascente percorreva il cielo da oriente ad occidente, cielo che gli Egizi immaginavano come una grande distesa d'acqua.
Dal tempio proveniva una testa di leone, in granito rosso, oggi conservata al Museo de Il Cairo che era una raffigurazione di Ra e simboleggiava il potere del sovrano.

## Tempio solare di Userkaf

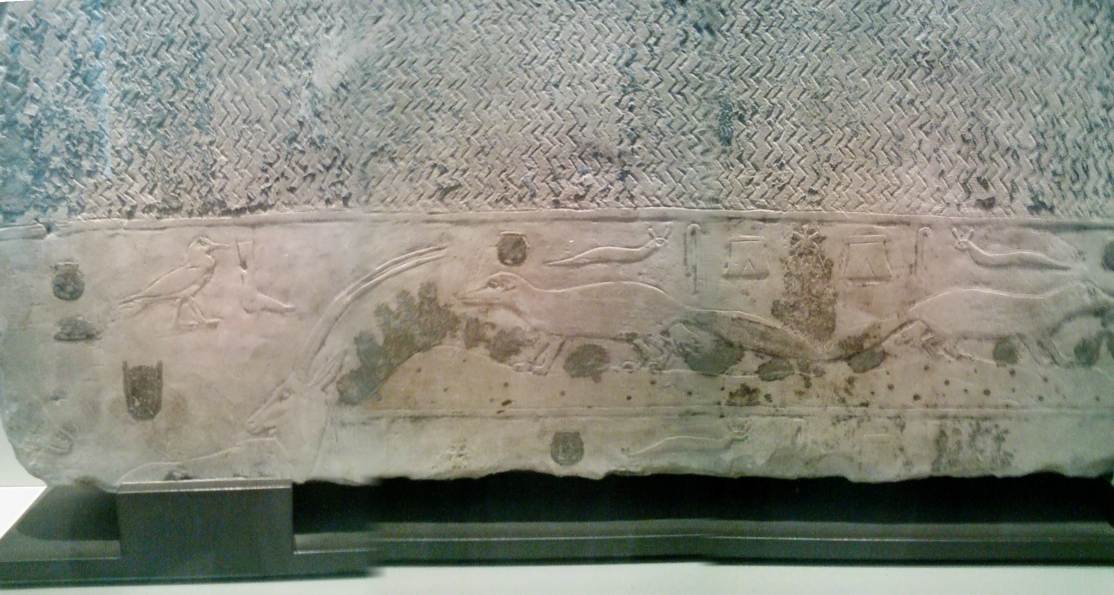

Il tempio solare di Userkaf, primo sovrano della V dinastia, è in assoluto il tempio più antico ritrovato; fra le sue rovine fu rinvenuta una testa di Userkaf in grovacca, fra i capolavori dell'arte dell'epoca.
Costruito in mattoni crudi, fu riportato alla luce nel 1954 dall'archeologo svizzero Ricke, allievo dell'architetto Borchardt, ma anche se ridotto a pochi resti, questi sono stati sufficienti per capire che era simile a quello limitrofo di Niuserra.